# Erik Österlund
Den här sidan handlar om skräddaren och målaren, för bokhandlaren, se Eric Österlund.
Erik Österlund, folkbokförd Eric Österlund, född 3 juni 1812 i Östervåla socken, Västmanlands län, död 28 juni 1907 i Uppsala, var en svensk skräddarmästare, konstnär och tecknare.  
Österlund utbildade sig till skräddare och började arbeta i yrket som gesäll i Stockholm 1833. Han visade redan i sin ungdom anlag för teckning och målning och på en rekommendation från ML Wahren blev han antagen som elev till Jacob Axel Gillberg vid Konstakademien 1845. Efter studierna bosatte han sig i Uppsala där han vann burskap som borgare 1847, något han sedan var i 60 år. I Uppsala gjorde han sig känd för att vara försedd med flera förtroendeuppdrag och att han var mer konstnär än skräddare till sitt väsen. Så ofta han fick möjlighet utförde han små naivistiska teckningar, laveringar, akvareller, pasteller och oljemålningar präglade av den tidens romantiska ideal. Han utförde ett flertal miljöbilder av dåtidens Uppsala och bilder från Elfvestorps bruk samt Loka med dess brunnsanläggningar och omgivande landskapsmiljö. En minnesutställning med hans konst visades på Uppsala universitetsbibliotek 1960. Österlund är representerad vid Jernkontoret i Stockholm, Örebro läns museum, Norrlands nation, Upplandsmuseet, i Uppsala samt Uppsala universitetsbibliotek.
Österlund är begravd på Uppsala gamla kyrkogård.